# Alpska marulja
Alpska marulja (Lat. Clinopodium alpinum), vrsta trajnice iz roda talac (Clinopodium) porodica medićevki, nekada uključivana rodu marulja (Acinos, Calamintha, sinonimi za Marrubium), pa joj je otuda ostalo i ime. Postoji 7 poodvrsta, u Hrvatskoj raste dvije podvrsta C. alpinum subsp. alpinum (sin. C. alpinum subsp. dinaricum) i vričak majoranolisni (C. alpinum subsp. majoranifolium), koja je nekada smatrana posebno vrstom, a sinonim joj je Clinopodium majoranifolium (Mill.) Iamonico et Bogdanović.
Alpska marulja rasprostranjena je po Mediteranu.

## Podvrste
1. Clinopodium alpinum subsp. albanicum (Kümmerle & Jáv.) Govaerts
2. Clinopodium alpinum subsp. alpinum
3. Clinopodium alpinum subsp. hungaricum (Simonk.) Govaerts
4. Clinopodium alpinum subsp. majoranifolium (Mill.) Govaerts
5. Clinopodium alpinum subsp. meridionale (Nyman) Govaerts
6. Clinopodium alpinum subsp. orontium (K.Malý) Govaerts
7. Clinopodium alpinum subsp. sardoum (Asch. & Levier) Govaertsž

## Sinonimi
- Acinos alpinus (L.) Moench
- Calamintha alpina (L.) Lam.
- Faucibarba alpina (L.) Dulac
- Melissa alpina (L.) Benth.
- Satureja alpina (L.) Scheele
- Thymus alpinus L.